# Коханці (роман)
«Коханці» (англ. The Lovers) — науково-фантастичний роман Філіпа Хосе Фармера, вперше виданий у 1961 році. Російськомовним читачам відомий і під іншими назвами: «Міжзоряний гріх», «Любов зла», «Закохані». Входить до циклу «Держцерківство» (англ. The Sturch). Роман переписаний з однойменної повісті 1952 року. Як і вихідний твір, роман є провокаційним та дискусійним, оскільки головною темою є міжвидовий секс; у книзі розповідається про кохання землянина до розумної інопланетної псевдокомахи, що мімікрує земну жінку.

## Історія створення та публікацій
Повість, що лежить в основі роману, вперше була опублікована у 1952 році на сторінках серпневого випуску Startling Stories, вона стала першою значною роботою Фармера у жанрі наукової фантастики. Перед цим її відмовилися публікувати Джон Кемпбел у Astounding Science Fiction та Г. Л. Голд у Galaxy. Повість одразу ж отримала визнання, завдяки їй Фармер у 1953 році здобув премію Г'юго як накйкращий новий автор.
Після розширення та переопрацювання, повість вже у вигляді невеликого роману отримала окреме видання у 1961 році. У 1979 році було випущено видання з доопрацьованою та розширеною версією роману.

## Зміст

### Час та місто дії
Дія роману відбувається у XXXI столітті, розпочинається у 3050 році. За кілька століть до цього Земля зазнала бактеріологічної атаки від марсіанських колоністів, внаслідок чого більша частина населення загинула. Епидемія слабо торкнулася Ісландії, Гавайських островів, Ізраїлю, Південної Австралії та Центрального Кавказу. Поселенцями з цих місцевостей з часом була заново заселена значна частина Землі, були утворені наддержави Союз Повернених Відновлених Земель (ПВЗ) та Республіка Ізраїль. У джунглях Африки та півострова Малакка вціліло достатньо людей, щоб відбитися від обох держав, відповідно, було створено ще дві держави: Великий Бантустан та Малайська Федерація.
Союз ПВЗ, вихідцем з якого є головний герой роману, займає обидві Америки, північ Євразії, Австралію та Океанію, основними мовами населення є ісландська та американська. Державний устрій являє собою релігійну диктатуру, церква та державний апарат поєднані в єдине ціле. Релігію союзу намішано з найбільш пригнічуючих елементів християнства, юдаїзма, іслама та саєнтології. Держава контролює приватне життя громадян, індивідуальні свободи майже відсутні. Багато сторін життя табуйовані, алкоголь заборонено, будь-яка сексуальність пригнічується, секс припустимий лише між подружжям та лише заради продовження роду. Навіть вживання їжі вважається ганебним процесом, який необхідно приховувати від чужих очей. Хоча Союз ПВЗ усіляко протистоїть Ізраїлю, у його соціальній структурі є присутніми дуже багато єврейських елементів, таким чином здійснюється своєрідна соціальна мімікрія.

### Сюжет
Хел Ярроу, багатопрофільний фахівець-лінгвіст, живе у Сігмен-Сіті, колишньому Монреалі, столиці Союзу ПВЗ. Він нещасливий у шлюбі, погано ладнає зі своїм «янголом-охоронцем» (наглядачем), постійно ризикує втратити соціальний статус, тому хапається за першу ж можливість покінчити з таким життям та погоджується взяти участь у міжзоряній експедиції до планети Оздва тривалістю не менш 80 земних років. Мета експедиції — таємно розробити вірус, який знищить негуманоїдних оздвійців (жучів) та звільнить землі для Союзу ПВЗ.
Прибувши на планету, Хел починає вивчати мову оздвійців. Одного разу він відправляється у експедицію на континент, на якому колись існувала гуманоїдна раса, цивілізація яких загинула з нез'ясованих причин. Серед руїн стародавнього міста він зустрічає вродливу жінку на ім'я Жанетта, яка розмовляє на спотвореній французькій й стверджує, що її батько прибув з Землі, а мати походила з місцевих гуманоїдів. Порушуючи усі заборони, закоханий Хел таємно переправляє Жанетту у свою квартиру у місті аборигенів. Там вони продовжують здійснювати один смертний гріх за іншим: займаються сексом оголеними й при світлі, вживають алкоголь (який потрібен Жанетті, що стверджую, що жучі зробили з неї алкоголічку), вживають їжу один перед одним. Хел цілком щасливий, лише тепер він може отримувати задоволення від сексу. Однак його турбує алкоголізм коханої, тому він таємно розводить алкоголь за спеціальним засобом, поступово зменшуючи його вміст.
Наблидається час реалізації плану з геноциду аборигенів. А в цей час Жанетта захворює і починає помирати. Хел звертається за допомогою до приятелю-жучу. Вже у лікарні він дізнається від нього, що жучі перехитрили людей та підірвали їх корабель разом з екіпажем. Також йому відкривають очі на природу Жанетти, яка насправді не є людиною, а представницею місцевих псевдокомах-«лейліт», які раніш мімікрували вимерлих гуманоїдів, щоб мати можливість розмнужватися, оскільки самі були одностатевими. Однак народження дітей вбиває лейліт, а щоб відстрочити смерть, вони повинні вживати великі дози алкоголю, що робить їх тимчасово стерильними. Лікування Жанетти від «алкоголизму» призвело до її вагітності та смерті. Її діти одночасно є й дітьми Хела, адже завдяки особливій фотокінетичній нервній системі лейліт діти успадковують зовнішній вигляд першого чоловіка-гуманоїда, з яким лейліта відчула оргазм під час сексу.

## Відгуки та критика
Нік Реннісон та Стівен Ендрюс помістили «Коханців» у перелік 100 обов'язкових до прочитання НФ-романів й написали у рецензії, що роман «є прикладом типового сміливого Фармера, ідеальною відправною точкою для вивчення живої уяви та історичного значення цього плодовитого та енергійного автора». Вільям Річ у огляді зазначає, що навіть через півстоліття після публикації сюжет роману зберігає свою силу й обурливість, а шокуюча кінцівка змушує читачів замислитися.